# Japão nos Jogos Olímpicos de Verão de 1920
O Japão nos Jogos Olímpicos de Verão de 1920, em Antuérpia, na Bélgica competiu representado por 15 atletas masculinos, que disputaram provas de 14 modalidades esportivas de quatro esportes diferentes, conquistando um total de 2 medalhas de prata. O Japão terminou assim, na 15ª colocação no quadro geral de medalhas da competição.

## Medalhistas
| Medalha | Nome                              | Esporte | Evento                       |
| ------- | --------------------------------- | ------- | ---------------------------- |
| Prata   | Ichiya Kumagae                    | Tênis   | Torneio de simples masculino |
| Prata   | Seiichiro Kashio e Ichiya Kumagae | Tênis   | Duplas masculinas            |